# Eva Wilke
Eva Elisabeth Margareta Steenstrup Wilke, född 31 oktober 1947 i Sollentuna församling, är en svensk skivbolagsledare.
I egenskap av dåvarande flickvän till Anders Lind, en av grundarna av skivbolaget Silence, var Wilke verksam på detta bolag från starten 1970. Wilke och Lind flyttade 1977 verksamheten från Stockholm till byn Näved utanför Koppom i Värmland, där de byggde upp Silence Studio. Hon är numera gift med Nikolaj Steenstrup (född 1957), som sedan 1980 också verkar på Silence.
I en intervju 1972 förutspådde hon grammofonskivans död, och menade att i framtiden skulle folkmusiken skapas och ges ut av folk själva. Intervjun finns med i del två av K-specials serie Svensk Progg. Hon var sommarpratare i radio den 24 juli 1980.